# The Formation World Tour
The Formation World Tour foi a quinta turnê da cantora estadunidense Beyoncé, feita para promover o seu sexto álbum de estúdio Lemonade (2016). Anunciada após a sua aparição no show do intervalo do Super Bowl 50, em 7 de fevereiro de 2016, a excursão constituiu-se de 49 apresentações feitas em estádios da América do Norte e da Europa. Teve início em 27 de abril de 2016 no Marlins Park em Miami, Flórida, e terminou em 7 de outubro do mesmo ano no MetLife Stadium em East Rutherford, Nova Jersey. O seu título é uma referência à canção "Formation", interpretada por Beyoncé no evento esportivo. Ingressos da turnê foram disponibilizados para pré-venda dois dias após o Super Bowl e para venda geral em 16 de fevereiro de 2016, com uma parcela deles sendo revertida para ajudar programas locais da United Way of America e a crise de água em Flint, Michigan. A digressão foi promovida pela Global Touring Division da Live Nation Entertainment. 
A produção e o cenário da turnê são descritos como um "divisor de águas" para concertos em estádios, e consistem de um cubo rotatório de LED de 18.2 metros referido como Monolith que serve como o telão e leva quatro minutos para completar um giro, uma passarela que serve como uma esteira, e um palco secundário que armazena e produz dois mil galões de água, demorando cerca de dez minutos para ser completado. O palco foi concebido por Es Devlin e construído coletivamente com a Stageco e a Tait Towers. O figurino da turnê foi decorado por Marni Sernofonte, estilista da cantora, e apresenta peças concebidas por uma série de marcas como Gucci, Givenchy e Balmain. O tema da excursão segue os mesmos capítulos lineares de Lemonade, com cada rotação do Monolith representando um novo capítulo do show. O repertório das apresentações compreendem mais de 30 canções, abrangendo desde músicas lançadas por Beyoncé quando era integrante do grupo Destiny's Child até homenagens para Prince, que era grande influência da artista e faleceu dias antes do início da turnê.
A The Formation World Tour recebeu análises predominantemente positivas, com jornalistas elogiando a presença de palco de Beyoncé e suas habilidades vocais, a produção da turnê e o show com um todo, comparando-a com produções de U2 e Michael Jackson. Foi igualmente bem recebida no campo comercial, com a página oficial de Beyoncé ficando temporariamente indisponível como resultado do anúncio surpresa pós-Super Bowl. Cerca de um milhão de ingressos foram vendidos em menos de 48 horas, com ingressos na holandesa Amsterdam Arena esgotando em 20 minutos e bilhetes para o inglês Wembley Stadium sendo comprados em 30 minutos, o que levou à adição de uma segunda data no último estádio. O sucesso comercial da turnê na América do Norte levou ao anúncio de uma segunda etapa de concertos pelo continente. Foi a turnê mais bem sucedida de 2016 tanto em territórios norte-americanos quanto a nível global, arrecadando US$ 256.084 milhões com 49 apresentações contadas até a data — dos quais US$ 126.3 milhões vieram da primeira leva norte-americana — e um público total de 2,272,099 pessoas, com uma média de 45,757 pagantes por concerto.

## Antecedentes e anúncio

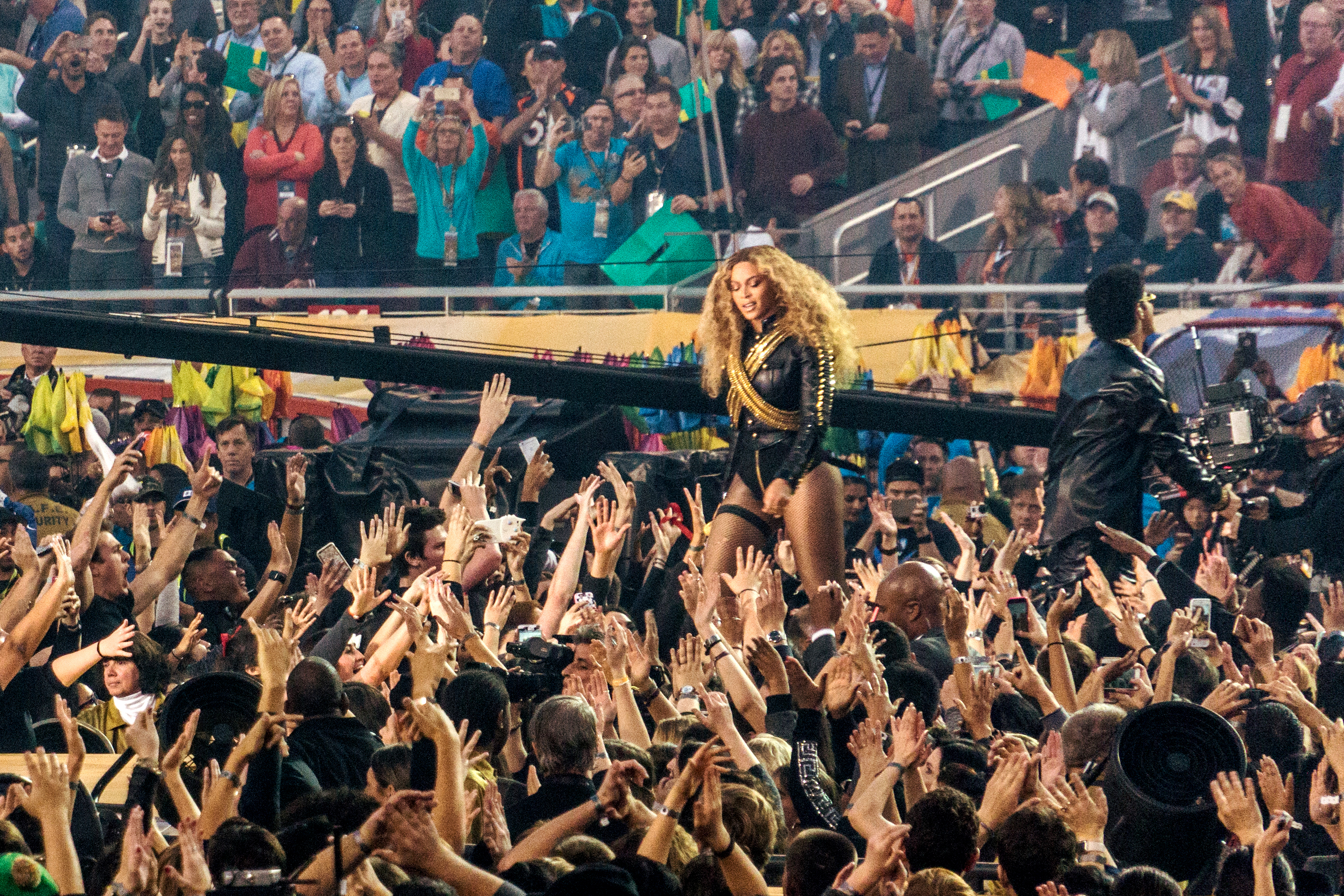
Beyoncé apresentando-se no show do intervalo do Super Bowl 50, com o figurino inspirado pelo grupo Panteras Negras. O seu uso foi tanto elogiado quanto criticado pelo público e levou ao planejamento de um protesto contra a artista na sede da National Football League (NFL), organizadora do evento esportivo.

Em 6 de fevereiro de 2016, sem qualquer anúncio prévio, Beyoncé lançou "Formation" para download digital gratuito no serviço de streaming Tidal, disponibilizando em conjunto o vídeo musical correspondente em seu canal no YouTube. Tanto a música quanto a gravação audiovisual correspondente foram bem recebidas por críticos musicais, que elogiaram a retratação da cultura afro-americana predominante em ambos os projetos que não é vista com frequência na cultura de massa. No dia seguinte, a cantora apresentou "Formation" durante sua participação especial no show do intervalo do Super Bowl 50, que também contou com Coldplay e Bruno Mars. Imediatamente após a performance, foi lançado nas redes sociais da musicista um comercial anunciando sua próxima turnê mundial. De acordo com Scott Ellen, da Complex, o vídeo "apenas a mostra sendo sensual com uma flor em sua boca".
Intitulada The Formation World Tour, a excursão foi anunciada com 21 apresentações na América do Norte e 15 na Europa, todas feitas em estádios, começando em 27 de abril de 2016 no Marlins Park em Miami, Flórida, e terminando em 3 de agosto de 2016 no Estadi Olímpic Lluís Companys em Barcelona, Espanha. A turnê foi promovida pela Global Touring Division, da Live Nation Entertainment, apresentada pela American Express e produzida pela Parkwood Entertainment, empresa de entretenimento fundada por Beyoncé. A pré-venda dos ingressos tanto para a etapa norte-americana quanto para a europeia teve início em 9 de fevereiro de 2016 para membros do fã-clube BeyHive e clientes da American Express, com o início da venda dos bilhetes para o público europeu ocorrendo em 15 de fevereiro e para o norte-americano um dia depois.
Logo após o anúncio da turnê, Beyoncé foi tanto elogiada quanto criticada pelo público em geral em relação à nova música e o figurino inspirado pelo grupo Panteras Negras usado no Super Bowl. Como resultado, as hashtags "#BoycottBeyonce" e "#IStandWithBeyonce" começaram a se tornar populares em redes sociais como o Twitter. Um grupo de manifestantes também planejou fazer um protesto "anti-Beyoncé" fora da sede da National Football League (NFL), organizadora do evento esportivo, no dia em que os ingressos começassem a serem vendidos para o público geral. Entretanto, a manifestação planejada não teve nenhum protestante e, em vez disso, contou com dezenas de pessoas que apoiaram Beyoncé e fizeram um protesto contrário. Em 23 de abril de 2016, quatro dias antes do início da turnê, foi lançado o sexto álbum de estúdio da cantora, Lemonade (2016), disponibilizado para streaming no Tidal logo após a exibição do filme homônimo na HBO, o qual é promovido pela turnê. Ambos os projetos foram bem recebidos criticamente, com críticos elogiando a história e a produção do longa-metragem, enquanto aclamaram a produção e o conteúdo lírico do álbum. Os produtos também obtiveram um desempenho comercial positivo: o filme foi assistido por 787 mil espectadores na faixa demográfica entre 18 a 49 anos, conquistando uma audiência de 0.4 pontos e sendo o 29.º mais visto do dia, enquanto o CD estreou na primeira posição da Billbord 200 com o equivalente a 653 mil cópias vendidas — das quais 485 mil vieram de vendas físicas e digitais —, fazendo de Beyoncé a primeira artista a ter os seus seis primeiros discos debutando no topo da tabela.

## Desenvolvimento

### Concepção e ensaios
Em uma nota enviada à imprensa pela Live Nation anunciando a turnê, foi revelado que a The Formation World Tour apoiaram programas locais da United Way of America e a crise de água em Flint, Michigan. Após a conclusão da primeira etapa norte-americana da turnê, foi divulgado que fãs, que tiveram a opção de doar dinheiro para ajudar a crise de água em Flint durante a compra dos ingressos, haviam levantado US$ 82,234 para a causa. No mesmo comunicado também foi divulgado a parceria da THX para a digressão, com o propósito de fornecer o melhor nível de qualidade de áudio nos concertos. Após a controvérsia causada por "Formation" e sua apresentação no Super Bowl, foi noticiado que a Miami Fraternal Order of Police estaria tentando planejar um boicote nacional de policiais que trariam segurança na primeira apresentação da turnê. Outros departamentos que também estariam tentando não fornecer segurança incluíram Tampa e Nashville; contudo, um porta-voz da polícia da primeira cidade declarou que a divulgação desses boicotes haviam "saído de proporção".
Os ensaios da turnê ocorreram no Raymond James Stadium em Tampa, que foi alugado pela Live Nation por US$ 745 mil. Thomas Scott, membro da TSA, falou sobre a produção de grande escala da excursão após ver o palco durante os ensaios, declarando que "esse é um dos maiores palcos que eles já construíram, acho que nunca vi um palco daquele tamanho". Durante o mesmo período de ensaios, integrantes da equipe de Beyoncé se encontraram com mais de 20 líderes de Tampa, incluindo o chefe da polícia, para um almoço privado em Ybor City, no qual discutiram maneiras de transformar Tampa em uma cidade melhor, com Beyoncé fazendo várias promessas financeiras para certas iniciativas.

### Palco
O palco da turnê foi descrito como "um divisor de águas para o que pode ser conquistado em um ambiente de turnês em estádios. Toda a colaboração, desde a cênica até a estrutura e o mecanismo, foi feita sob medida para criar uma experiência épica para Beyoncé e seus fãs". Concebido por Es Devlin e construído pela mesma em conjunto com as empresas Stageco e Tait Towers, o palco da excursão apresenta como peça central um cubo de 18.2 metros composto por paredes de telas de vídeo. Adjetivando-o de Monolith, Devlin falou sobre o cubo em entrevista com a Live Online Design, declarando que o objetivo principal para a construção do produto foi "querer que esse fosse o maior objeto no estádio, uma peça de arquitetura cinética de estádios equivalente a uma construção LED de sete andares e giratória". Devlin também comentou que a caixa foi percebida como um "outdoor 3D, uma enorme armadura LED dentro da qual Beyoncé é revelada como uma figura em escala bastante humana e verdadeira" e notou que Beyoncé envolveu-se bastante no processo criativo de cada parte da concepção do palco. As rotações do cubo representam um novo capítulo do show, em uma similar linha de capítulos à de Lemonade. A peça leva aproximadamente quatro minutos para completar um giro.
O palco também é constituído por uma passarela que também atua como uma esteira que leva a um palco secundário preenchido por uma piscina de água. A esteira na passarela foi designada para ser a prova d'água a fim de suportar os climas imprevisíveis em estádios sem cobertura. O palco secundário armazena dois mil galões de água e leva cerca de dez minutos para ser preenchida por completo, o que ocorre sem o público perceber. A inspiração para a água dentro do segundo palco foi inspirada por Lemonade, em particular a canção "Forward", já que a mensagem da faixa é descrita como um ponto de virada de raiva para o perdão. Devlin disse: "A piscina d'água é a antítese do monólito que esguicha fogo; a sequência mais alegre e redentora do concerto ocorre aqui, de 'Freedom' até 'Halo'". Um escritor do jornal Belfast Telegraph notou que a capacidade máxima do concerto feito no estádio Croke Park, em Dublin, foi reduzida de 82 mil e 500 pessoas para 75 mil a fim de dar espaço para a produção da turnê, com o organizador Eamon Fox dizendo: "É uma produção e um palco de show de cair o queixo e um dos maiores que já teve no Croke Park".

### Figurino

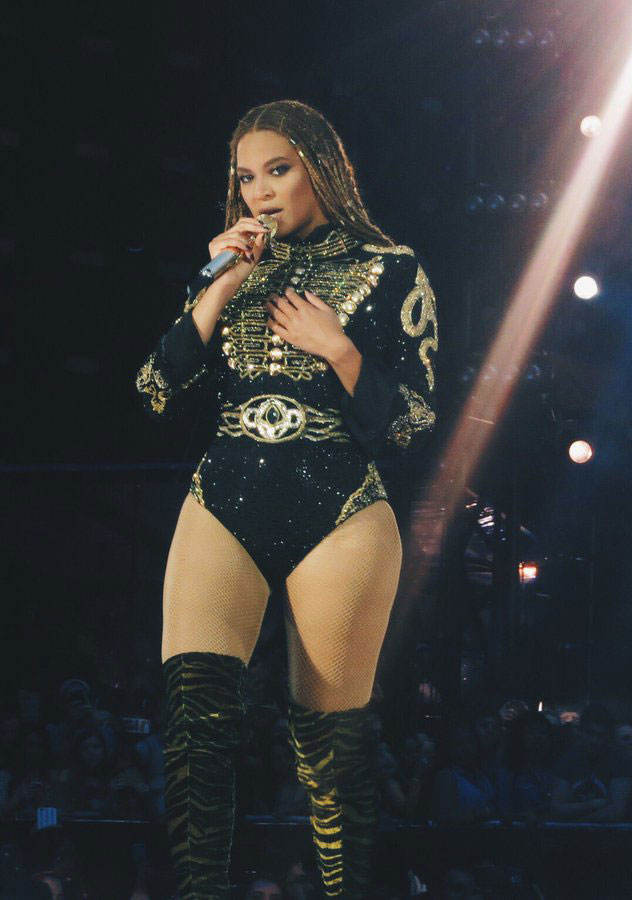
Beyoncé durante a performance de "Daddy Lessons", na qual utilizou um bodysuit preto produzido por Peter Dundas, da equipe de Roberto Cavalli.

Beyoncé trabalhou com uma variedade de estilistas para os figurinos da turnê. Selecionadas por Marni Senofonte, estilista da cantora, as referências para as peças foram comparadas ao oeste selvagem, o "sul [dos Estados Unidos] antes da guerra", a África e o BDSM. A roupa usada para o número de abertura consistiu de um vestido inspirado pela era vitoriana criado por Dean e Dan Caten, conhecidos coletivamente como DSQUARED², completado por um bustiê encrustado de cristais e um chapéu enorme em estilo ocidental. Os chapéus de Beyoncé e suas dançarinas foram feitos por Baron Hats. O figurino também incluiu luvas de couro e um collant com "tatuagens de rendas". A Balmain também produziu um vestido branco floral com tema vitoriano, que contém pérolas feitas à mão, cristais e esferas de vidro. A peça foi acompanhada por botas de camurça brancas. Peter Dundas, da equipe de Roberto Cavalli, produziu um bodysuit preto decorado com cristais para a turnê, o qual também incluiu peças metálicas douradas e um par acompanhante de botas na altura do joelho com adereços similares à pele de um tigre, apresentando um estilo militar. Alessandro Michele, membro da Gucci, desenhou uma roupa de lantejoulas para Beyoncé, incorporando uma estampa geométrica e um casaco de pele de vison vermelho.
Atsuko Kudo, estilista de Londres, desenvolveu um conjunto mais simples para a turnê, criando um figurino vermelho de látex com ombreiras e um decote com babados. Kudo também disse que, para fazer a peça, uma escultura em tamanho natural de Beyoncé foi usada para que o látex coubesse adequadamente no corpo da cantora. A intérprete também pediu para a profissional que a roupa estivesse em sincronia com o tema pré-guerra presente em Lemonade, o que influenciou na inclusão de babados em todo o peito e um grande decote. Beyoncé também utilizou um bodysuit bronze feito por Riccardo Tisci para a alta costura da Givenchy, expondo parte de sua barriga. Durante a performance feita em Houston, Texas, Beyoncé utilizou outro figurino feito pela Gucci: um bodysuit feito sob medida criado com "tule e lantejoulas pregueados e decorado com uma pantera com esferas pretas". Notáveis roupas vendidas para fãs durante a turnê incluem camisetas com a frase "Boycott Beyoncé" ("Boicote à Beyoncé"), que é uma referência à controvérsia criada após a performance da cantora no show do intervalo do Super Bowl 50. Nos concertos feitos em Londres, Beyoncé estreou um collant de ouro coberto por 70 mil cristais Swarovski, desenhado por Julien MacDonald. O traje também contém componentes decorados com ouro de 24 quilates. Meias arrastão usadas em acompanhamento com os figurinos da turnê foram tingidas a mão em vasos de barro para combinar corretamente com os tons de pele variantes das dançarinas da intérprete.

## Repertório
O repertório abaixo é constituído da apresentação feita em 18 de julho de 2016 em Milão, não sendo representativo de todos os concertos.
Ato 1
1. "Formation"
2. "Sorry"
3. "Irreplaceable" (à capela)
4. "Bow Down"
5. "Run the World (Girls)"

Ato 2
1. "Superpower" (interlúdio)
2. "Mine"
3. "Baby Boy"
4. "Hold Up"
5. "Countdown"
6. "Me, Myself and I"
7. "Runnin' (Lose It All)"
8. "All Night"

Ato 3
1. "Don't Hurt Yourself"
2. "Five to One" / "Ring the Alarm"
3. "Diva"
4. "Yoncé"
5. "Flawless (Remix)"
6. "Feeling Myself"
7. "Drunk in Love"
8. "Rocket"
9. "Partition"

Ato 4
1. "Die with You" / "Blue" (interlúdio)
2. "Daddy Lessons"
3. "Love on Top" (à capela)
4. "1+1"
5. "The Beautiful Ones"
6. "Purple Rain" (interlúdio com a gravação original)

Ato 5
1. "Crazy in Love (2014 Remix)" / "Crazy in Love"
2. "Bootylicious"
3. "Naughty Girl"
4. "Party"

Encore
1. "Freedom"
2. "Survivor"
3. "End of Time"
4. "Halo"

## Dançarinas
Beyonce teve 19 dançarinas e 1 trapezista na turnê.
- Ashley Everett (capitã de dança)[31]
- Kimberly "Kimmie Gee" Gipson (co-capitã de dança)[31]
- Fulani Bahati[32]
- Dnay Baptiste[32]
- Kendra Jae Bracy[33]
- Tasha Bryant
- Hannah Douglass
- Hajiba Fahmy[34]
- Amandy Fernandez[35]
- Jasmine Harper
- Sabina Lundgren
- Saidah Nairobi[36]
- Ferly Prado[37]
- Deijah Robinson
- Ai Shimatsu[38]
- Ebony Williams[39]
- Tajana B. Williams
- Quinetta "Quinny" Wilmington[40]
- Khadijah Wilson[41]
- Darielle Williams (trapezista)

- Durante o concerto inicial feito no Marlins Park em Miami, os rappers Lil Wayne, Future, Rick Ross, Trick Daddy, Yo Gotti e 2 Chainz juntaram-se a DJ Khaled durante o ato de abertura.
- Durante a apresentação feita no Raymond James Stadium em Tampa, o rapper Kent Jones juntou-se a DJ Khaled durante o ato de abertura.[42]
- Durante o show feito no Georgia Dome em Atlanta, os rappers Rick Ross, 2 Chainz, Yo Gotti, T.I. e Ludacris, e os cantores August Alsina e The-Dream juntaram-se a DJ Khaled durante o ato de abertura.[43]
- Durante o espetáculo feito no Carter-Finley Stadium em Raleigh, o estádio foi evacuado no meio do concerto após luzes serem vistas na área. O show foi retomado após quase uma hora.[44]
- Durante o concerto realizado no NRG Stadium em Houston, os rappers Slim Thug e Paul Wall juntaram-se a DJ Khaled durante o ato de abertura.
- Durante a apresentação feita no Rose Bowl em Pasadena, os rappers Big Sean, Yo Gotti, Ty Dolla Sign, Fat Joe, Remy Ma e Snoop Dogg, e os cantores Ne-Yo e Trey Songz juntaram-se a DJ Khaled durante o ato de abertura.[45]
- Durante o espetáculo feito no TCF Bank Stadium em Minneapolis, os rappers Wiz Khalifa e Jeremih juntaram-se a DJ Drama durante o ato de abertura. Após o ato de abertura, o estádio foi evacuado devido à sinalizadores próximos da área. O concerto foi retomado após 45 minutos.[46]
- Durante o show feito no Lincoln Financial Field na Filadélfia, os rappers Yo Gotti, Freeway, Meek Mill e Rick Ross, e o duo Young Gunz, juntaram-se a DJ Khaled durante o ato de abertura.[47]
- Durante a primeira apresentação realizada no Citi Field em Nova Iorque, os rappers Busta Rhymes, Fabolous, Remy Ma, Fat Joe, French Montana e Travis Scott juntaram-se a DJ Khaled durante o ato de abertura.[48]
- Durante a segunda apresentação realizada no Citi Field em Nova Iorque, os rapeprs French Montana, Ty Dolla Sign, Yo Gotti, Fabolous e Kent Jones, Swizz Beatz, a cantora Tinashe e o grupo The Lox juntaram-se a DJ Khaled durante o ato de abertura.[49]
- Durante o concerto feito no M&T Stadium em Baltimore, os rappers Wale e Yo Gotti, e o cantor Trey Songz juntaram-se a DJ Khaled durante o ato de abertura.[50]
- Durante a apresentação feita no Ford Field em Detroit, Beyoncé dedicou "Halo" às vítimas do massacre de Orlando.[51]
- Beyoncé acrescentou "Irreplaceable" permanentemente ao repertório a partir do show feito no Principality Stadium em Cardiff, cantando-a à capela.[52]
- Durante a primeira apresentação realizada no Wembley Stadium em Londres, o rapper Tinie Tempah e a cantora Zara Larsson juntaram-se a DJ Magnum durante o ato de abertura.[53]
- Durante a segunda apresentação realizada no Wembley Stadium em Londres, as cantoras Zara Larsson e Jess Glynne e o grupo Section Boyz juntaram-se a DJ Magnum durante o ato de abertura.[54]
- Durante o show feito no Emirates Old Trafford em Manchester, o cantor Bipolar Shunshine juntou-se à DJ Magnum durante o ato de abertura.
- Durante o concerto feito no Hampden Park em Glasgow, Beyoncé apresentou "Freedom" à capela, dedicando-a para Alton Sterling, Philando Castile e outras vítimas da brutalidade policial contra negros. Nomes das vítimas foram mostrados no cubo de LED.[55]
- Durante a apresentação feita no Estadi Olímpic Lluís Companys em Barcelona, Beyoncé interpretou "Ireemplazable", versão espanhola de "Irreplaceable".[56]
- Durante o show realizado no The Dome at America's Center em St. Louis, Beyoncé cantou "Single Ladies" pela primeira vez desde o primeiro concerto, feito no Marlins Park em Miami. No meio da performance, a líder de suas dançarinas, Ashley Everett, recebeu um pedido de casamento de seu namorado, que apareceu no palco.[57]
- Durante a apresentação feita no Mercedes-Benz Superdome em New Orleans, Beyoncé foi introduzida pela rapper Big Freedia, nativa do estado e que também contribui com vocais em "Formation".[58]
- Durante o concerto final, feito no MetLife Stadium em East Rutherford, os rappers Ja Rule, DMX, August Alsina e Fetty Wap e o DJ Mustard juntaram-se a DJ Khaled durante o ato de abertura. No show principal, a tenista Serena Williams subiu ao palco em "Sorry"; o rapper Jay Z juntou-se à Beyoncé em "Drunk in Love"; e o rapper Kendrick Lamar participou de "Freedom".[59] No mesmo espetáculo, "Irreplaceable" e a regravação de "The Beautiful Ones" foram retiradas do repertório, e "6 Inch" foi apresentada pela primeira vez.[60]

## Datas
| Data                   | Cidade          | País           | Local                         | Ato de abertura                  | Público                      | Receita         |
| ---------------------- | --------------- | -------------- | ----------------------------- | -------------------------------- | ---------------------------- | --------------- |
| 27 de abril de 2016    | Miami           | Estados Unidos | Marlins Park                  | DJ Khaled                        | 36,656 / 36,656 (100%)       | US$ 5,252,615   |
| 29 de abril de 2016    | Tampa           | Estados Unidos | Raymond James Stadium         | DJ Khaled                        | 40,818 / 40,818 (100%)       | US$ 4,803,295   |
| 1º de maio de 2016     | Atlanta         | Estados Unidos | Georgia Dome                  | DJ Khaled                        | 46,321 / 46,321 (100%)       | US$ 5,801,725   |
| 3 de maio de 2016      | Raleigh         | Estados Unidos | Carter–Finley Stadium         | DJ Khaled                        | 38,292 / 38,292 (100%)       | US$ 4,810,620   |
| 7 de maio de 2016      | Houston         | Estados Unidos | NRG Stadium                   | DJ Khaled                        | 43,871 / 43,871 (100%)       | US$ 6,412,280   |
| 9 de maio de 2016      | Arlington       | Estados Unidos | AT&T Stadium                  | DJ Khaled                        | 42,235 / 42,235 (100%)       | US$ 5,954,775   |
| 12 de maio de 2016     | San Diego       | Estados Unidos | Qualcomm Stadium              | DJ Khaled                        | 45,885 / 45,885 (100%)       | US$ 6,028,115   |
| 14 de maio de 2016     | Pasadena        | Estados Unidos | Rose Bowl                     | DJ Khaled                        | 55,736 / 55,736 (100%)       | US$ 7,138,685   |
| 16 de maio de 2016     | Santa Clara     | Estados Unidos | Levi's Stadium                | DJ Khaled                        | 44,252 / 44,252 (100%)       | US$ 6,201,845   |
| 18 de maio de 2016     | Seattle         | Estados Unidos | CenturyLink Field             | DJ Khaled                        | 46,529 / 46,529 (100%)       | US$ 5,415,810   |
| 20 de maio de 2016     | Edmonton        | Canadá         | Commonwealth Stadium          | —                                | 39,299 / 39,299 (100%)       | US$ 3,723,830   |
| 23 de maio de 2016     | Minneapolis     | Estados Unidos | TCF Bank Stadium              | DJ Drama                         | 37,203 / 37,203 (100%)       | US$ 4,174,270   |
| 25 de maio de 2016     | Toronto         | Canadá         | Rogers Centre                 | DJ Scratch                       | 45,009 / 45,009 (100%)       | US$ 4,440,554   |
| 27 de maio de 2016     | Chicago         | Estados Unidos | Soldier Field                 | Rae Sremmurd                     | 89,270 / 89,270 (100%)       | US$ 11,279,890  |
| 28 de maio de 2016     | Chicago         | Estados Unidos | Soldier Field                 | DJ Scratch                       | 89,270 / 89,270 (100%)       | US$ 11,279,890  |
| 31 de maio de 2016     | Pittsburgh      | Estados Unidos | Heinz Field                   | Jermaine Dupri                   | 36,325 / 36,325 (100%)       | US$ 3,927,805   |
| 3 de junho de 2016     | Foxborough      | Estados Unidos | Gillette Stadium              | DJ Khaled                        | 48,304 / 48,304 (100%)       | US$ 6,008,698   |
| 5 de junho de 2016     | Filadélfia      | Estados Unidos | Lincoln Financial Field       | DJ Khaled                        | 47,223 / 47,223 (100%)       | US$ 5,563,435   |
| 7 de junho de 2016     | Nova Iorque     | Estados Unidos | Citi Field                    | DJ Khaled                        | 73,486 / 73,486 (100%)       | US$ 11,461,340  |
| 8 de junho de 2016     | Nova Iorque     | Estados Unidos | Citi Field                    | DJ Khaled                        | 73,486 / 73,486 (100%)       | US$ 11,461,340  |
| 10 de junho de 2016    | Baltimore       | Estados Unidos | M&T Bank Stadium              | DJ Khaled                        | 47,819 / 47,819 (100%)       | US$ 5,770,660   |
| 12 de junho de 2016    | Hershey         | Estados Unidos | Hersheypark Stadium           | DJ Khaled                        | 26,662 / 26,662 (100%)       | US$ 3,474,695   |
| 14 de junho de 2016    | Detroit         | Estados Unidos | Ford Field                    | DJ Khaled                        | 41,524 / 41,524 (100%)       | US$ 5,471,395   |
| 28 de junho de 2016    | Sunderland      | Inglaterra     | Stadium of Light              | DJ Magnum                        | 48,952 / 48,952 (100%)       | US$ 4,996,960   |
| 30 de junho de 2016    | Cardiff         | País de Gales  | Principality Stadium          | DJ Magnum                        | 49,215 / 49,215 (100%)       | US$ 5,379,199   |
| 2 de julho de 2016     | Londres         | Inglaterra     | Wembley Stadium               | DJ Magnum                        | 142,500 / 142,500 (100%)     | US$ 15,301,688  |
| 3 de julho de 2016     | Londres         | Inglaterra     | Wembley Stadium               | DJ Magnum                        | 142,500 / 142,500 (100%)     | US$ 15,301,688  |
| 5 de julho de 2016     | Manchester      | Inglaterra     | Emirates Old Trafford         | DJ Magnum                        | 49,935 / 49,935 (100%)       | US$ 5,159,998   |
| 7 de julho de 2016     | Glasgow         | Escócia        | Hampden Park                  | Chole X Halle Ingrid             | 46,058 / 46,058 (100%)       | US$ 4,707,580   |
| 9 de julho de 2016     | Dublin          | Irlanda        | Croke Park                    | Chole X Halle Ingrid             | 68,575 / 68,575 (100%)       | US$ 7,449,942   |
| 12 de julho de 2016    | Düsseldorf      | Alemanha       | Esprit Arena                  | Chole X Halle Ingrid             | 34,481 / 34,481 (100%)       | US$ 3,464,861   |
| 14 de julho de 2016    | Zurique         | Suíça          | Letzigrund                    | Chole X Halle Ingrid             | 23,790 / 23,790 (100%)       | US$ 2,980,051   |
| 16 de julho de 2016    | Amsterdã        | Países Baixos  | Amsterdam Arena               | Chole X Halle Ingrid             | 49,436 / 49,436 (100%)       | US$ 4,712,051   |
| 18 de julho de 2016    | Milão           | Itália         | San Siro                      | Chloe X Halle Ingrid Sophie Beem | 54,313 / 54,313 (100%)       | US$ 4,744,732   |
| 21 de julho de 2016    | Paris           | França         | Stade de France               | Chloe X Halle Ingrid             | 75,106 / 75,106 (100%)       | US$ 6,258,954   |
| 24 de julho de 2016    | Copenhagen      | Dinamarca      | Parken Stadium                | Chloe X Halle Ingrid             | 45,197 / 45,197 (100%)       | US$ 4,626,103   |
| 26 de julho de 2016    | Estocolmo       | Suécia         | Friends Arena                 | Chloe X Halle Ingrid             | 48,519 /48,519 (100%)        | US$ 3,937,498   |
| 29 de julho de 2016    | Frankfurt       | Alemanha       | Commerzbank-Arena             | Chloe X Halle Ingrid             | 36,647 / 36,647 (100%)       | US$ 3,739,440   |
| 31 de julho de 2016    | Bruxelas        | Bélgica        | King Baudouin Stadium         | Chloe X Halle Ingrid             | 48,955 / 48,955 (100%)       | US$ 4,618,095   |
| 3 de agosto de 2016    | Barcelona       | Espanha        | Estadi Olímpic Lluís Companys | Chloe X Halle Ingrid             | 45,346 / 45,346 (100%)       | US$ 4,806,995   |
| 10 de setembro de 2016 | St. Louis       | Estados Unidos | The Dome at America's Center  | Vic Mensa                        | 38,256 / 38,256 (100%)       | US$ 3,953,445   |
| 14 de setembro de 2016 | Los Angeles     | Estados Unidos | Dodger Stadium                | Anderson Paak                    | 47,440 / 47,440 (100%)       | US$ 6,736,700   |
| 17 de setembro de 2016 | Santa Clara     | Estados Unidos | Levi's Stadium                | DJ Scratch                       | 44,015 / 44,015 (100%)       | US$ 4,898,690   |
| 22 de setembro de 2016 | Houston         | Estados Unidos | NRG Stadium                   | DJ Khaled                        | 42,635 / 42,635 (100%)       | US$ 5,107,065   |
| 24 de setembro de 2016 | Nova Orleans    | Estados Unidos | Mercedes-Benz Superdome       | DJ Khaled                        | 46,474 / 46,474 (100%)       | US$ 5,349,960   |
| 26 de setembro de 2016 | Atlanta         | Estados Unidos | Georgia Dome                  | DJ Khaled                        | 45,126 / 45,126 (100%)       | US$ 5,374,615   |
| 29 de setembro de 2016 | Filadélfia      | Estados Unidos | Lincoln Financial Field       | DJ Khaled                        | 44,693 / 44,693 (100%)       | US$ 3,535,627   |
| 2 de outubro de 2016   | Nashville       | Estados Unidos | Nissan Stadium                | DJ Khaled                        | 43,013 / 43,013 (100%)       | US$ 5,182,345   |
| 7 de outubro de 2016   | East Rutherford | Estados Unidos | MetLife Stadium               | DJ Khaled                        | 50,703 / 50,703 (100%)       | US$ 6,064,625   |
| Total                  | Total           | Total          | Total                         | Total                            | 2,272,099 / 2,272,099 (100%) | US$ 256,084,556 |